# 小行星3387
小行星3387（3387 Greenberg）是一颗绕太阳运转的小行星，为主小行星带小行星。该小行星于1981年11月发现。

## 轨道参数
小行星3387的轨道半长轴为2.6013296 UA，离心率为0.187。